# Cupè
|  | Per al carruatge, vegeu Cupè (carruatge). |

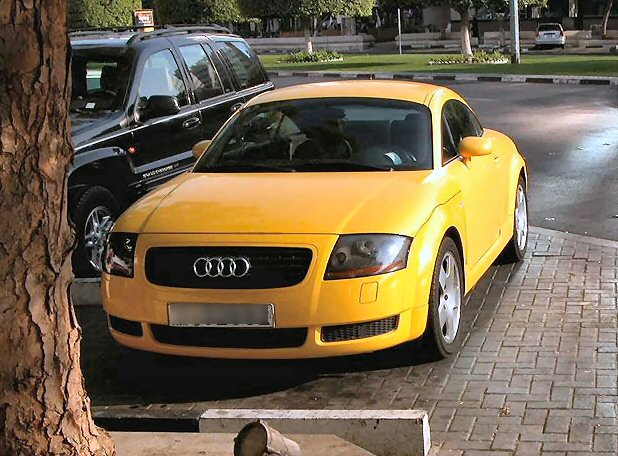
Audi TT

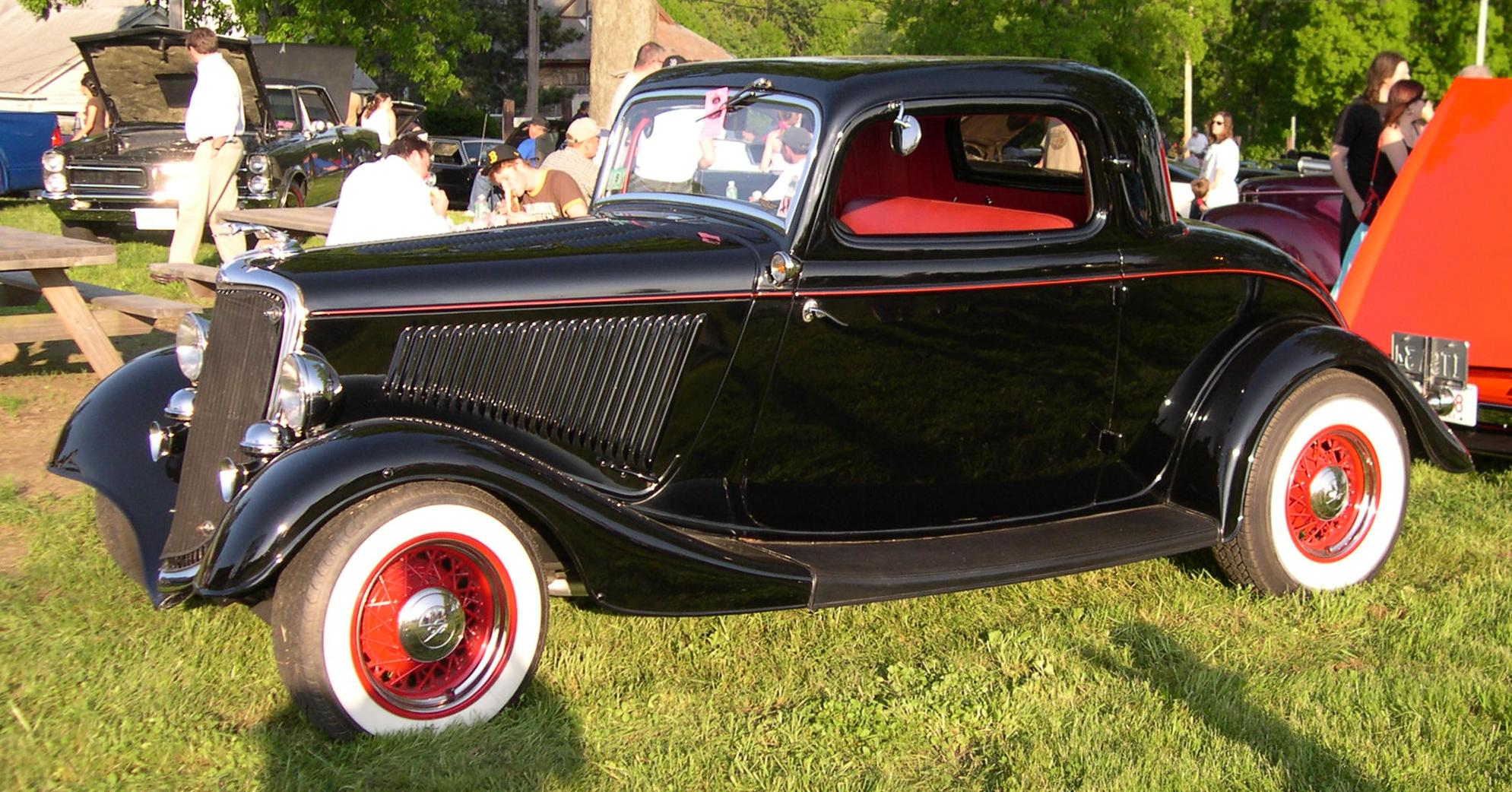
Clàssic 1934 Ford B

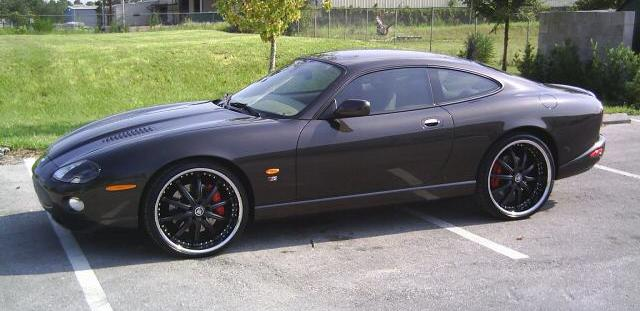
Jaguar XK

El cupè, cupé o coupé (del francès couper, 'tallar') és un tipus de carrosseria d'automòbil de dos o tres volums i dues portes laterals. Un cupè s'anomena fastback o de tres volums (notchback) segons l'angle que forma el vidre del darrere amb la tapa del maleter o del motor. Els cupès, juntament amb els descapotables, conformen el grup dels automòbils esportius.
El terme «cupè» té un ús més ampli o reduït segons les marques, els models i les modes; així, alguns models amb carrosseria sedan de dues portes o hatchback de tres portes es publiciten com a cupè. De vegades és difícil distingir entre un cupè i un sedan de dues portes. Normalment les marques tendeixen a identificar com a cupè als models amb un aire esportiu.
Històricament, els cupès gairebé sempre han tingut capacitat per a dues o quatre persones. Generalment les places posteriors són petites i serveixen per a nens petits o per dipositar-hi objectes. Aquesta configuració de seients es diu 2+2: hi ha dos seients legals al darrere però són incòmodes per a viatges llargs. A la primera dècada del segle XXI començaren a generalitzar-se les grans berlines de disseny cupè però amb quatre places reals i quatre portes d'accés. Exemples d'aquesta carrosseria són el Porsche Panamera, el Mercedes Benz CLS, el Lamborghini Estoque, l'Aston Martin Rapide o el Volkswagen Passat CC.

## Etimologia i significat
El terme «cupè» prové del francès coupé, que significa tallat (del verb couper). Atenent a l'origen etimològic i temporal de la paraula, es dedueix que originalment el terme era aplicat als cotxes de cavalls. El coupé, és a dir, el tall, feia referència als cotxes de quatre places on l'habitacle estava retallat deixant dues places obertes davant (per al conductor i un acompanyant) i dues places tancades darrere per als passatgers. En evolucionar els vehicles des de la tracció animal a l'autopropulsió generalitzant que el passatger sigui el mateix conductor, el cupè es va quedar en un vehicle de dues places de dos passatgers.